# ラヴァーズ・ロック
ラヴァーズ・ロック（Lovers rock）は、レゲエのサブジャンルの一種。歌詞の主題は主に恋愛やロマンスであり、甘い質感のあるサウンドを特色とする。1970年代中期のロンドンで誕生した。

## 歴史
ラヴァーズ・ロックの起源はケン・ブースやアルトン・エリス、ジョニー・ナッシュ、ジョン・ホルトらが歌い、国際的ヒットとなったロックステディや初期レゲエのラブソングにある。
1970年代に入り、ジャマイカのレゲエ音楽家の間でラスタファリ運動が活発化すると、ジャマイカではメッセージ性の高いプロテストソングが流行し、ラブソングを中心とするスタイルは廃れていった。そして、ラブソング系のスタイルはむしろイギリスのカリブ系移民の間で受け入れられ、独特の発展を遂げていった。それはレゲエのベースラインとリズムにシカゴ・ソウルやフィリー・ソウルの滑らかなサウンドの感覚を加えたものであった。
最初のラヴァーズ・ロック楽曲と認識されているのは1975年、ルイーザ・マークが14歳の時に発表したロバート・パーカー「I Caught You In A Lie」のカバーである。その他の最初期のラヴァーズ・ロック楽曲はジンジャー・ウィリアムスの「Tenderness」、T・T・ロスの「Last Date」である。また、同時期にロンドンの音楽プロデューサー、デニス・ハリスは新しいジャンルの名を冠したレーベル「ラヴァーズ・ロック」を立ち上げ、主なミュージシャンにはデニス・ボーヴェルとジョン・カパイを起用した。
キャロン・ウィーラーらが所属したサウスロンドンのコーラストリオ、ブラウン・シュガーは「I'm In Love With a Dreadlocks」や「Black Pride」といった楽曲で「コンシャス・ラヴァーズ」というサブジャンルを開拓した。ラヴァーズ・ロックはチキン・ハイファイ、サクセス・サウンド、ソファーノBなどのロンドンのサウンド・システムにおいて頻繁に選曲された。他のラヴァーズ・ロック・シンガーとしては、ジュニア・マーヴィン、ハニー・ボーイ、JCロッジらがいた。
1979年にデニス・ボーヴェルがプロデュースしたジャネット・ケイの「愛の玉手箱 (Silly Games)」は全英シングルチャート最高2位を記録するヒットとなった。ジャネット・ケイは「ラヴィン・ユー」「イマジン」などのカバー曲を発表している。また、マッド・プロフェッサーも1981年にアリワ・レーベルを設立し、デボラ・グラスゴーらのラヴァーズ・ロック作品をプロデュースした。
イギリスで誕生したラヴァーズ・ロックのスタイルはジャマイカにも波及し、グレゴリー・アイザックス、デニス・ブラウン、シュガー・マイノット、フレディ・マクレガーら多くのジャマイカ人歌手もこのスタイルを取り入れた。デニス・ブラウンの「Money In My Pocket」は1979年に全英シングルチャート最高14位を、シュガー・マイノットの「グッド・シング・ゴーイング」は1981年に最高4位を獲得するヒット曲となった。ラヴァーズ・ロックの代表的なシンガーであるマキシ・プリーストは、全米チャ－トでも「ワイルド・ワールド」(1988年) や「クロース・トゥ・ユー」(1990年)などのヒットを放った。
1980年代にはコフィ、サンチェス、ココT、ベレス・ハモンドらの歌手がヒットを放った。また、「ファッション」や「レヴュー」といったレーベルが多くのラヴァーズ・ロック作品を発表した。同レーベルから1986年にレヴューから発表されたボリス・ガーディナー「I Wanna Wake Up With You」は大きなヒットとなった。1990年代にはマイク・アンソニー、ピーター・ハンニゲイル、ドナ・マリーらがこのジャンルを代表するアーティストとなっている。